# Vatikanisches Apostolisches Archiv

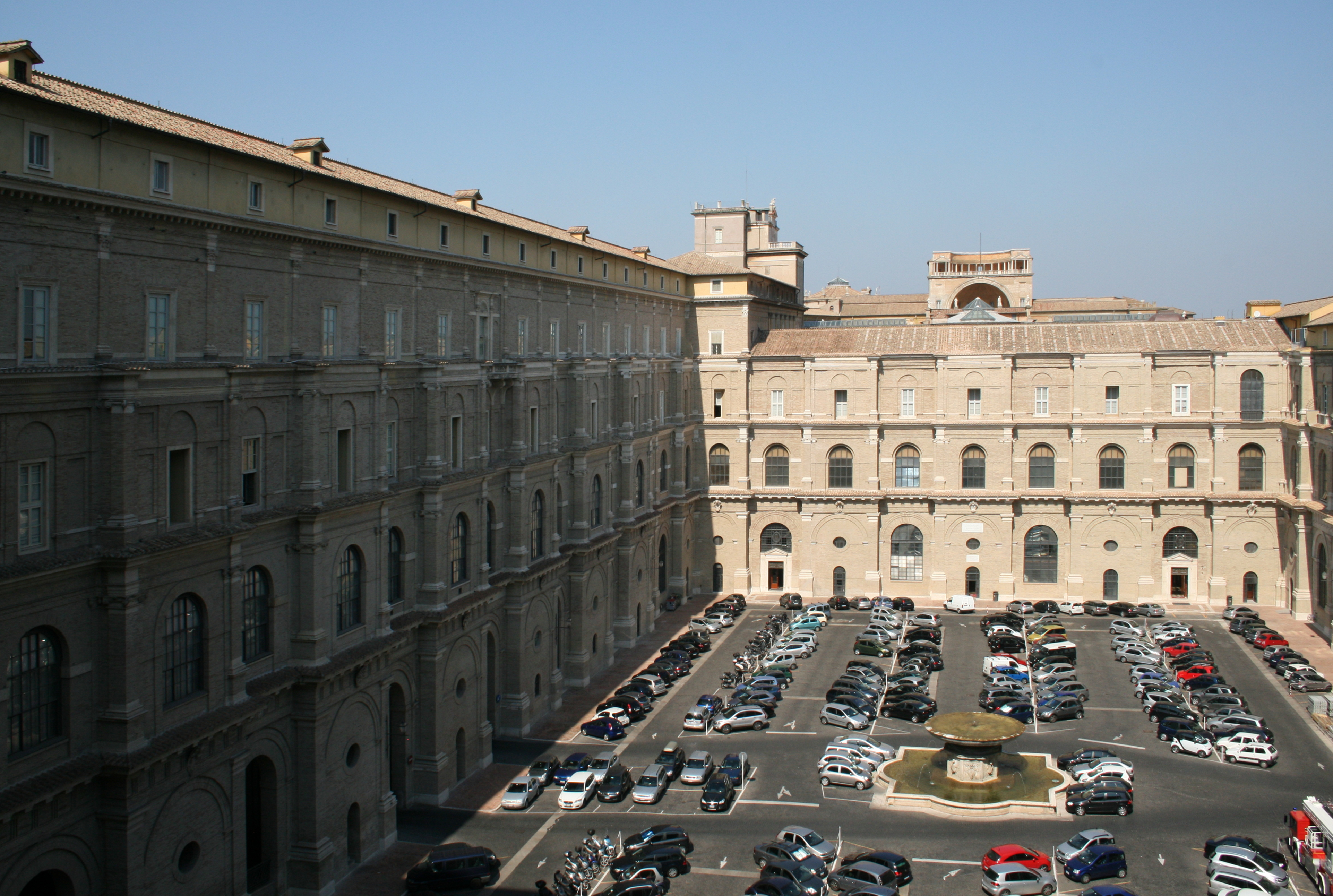
Vom Cortile del Belvedere führt der linke Eingang im Quertrakt zum Archiv, der rechte zur Bibliothek

Das Vatikanische Apostolische Archiv (lateinisch Archivum Apostolicum Vaticanum, italienisch Archivio Apostolico Vaticano, Abkürzung AAV), bis Oktober 2019 Vatikanisches Geheimarchiv (lateinisch Archivum Secretum Apostolicum Vaticanum, italienisch Archivio Segreto Vaticano, Abkürzung ASV), ist die zentrale Sammelstelle für alle vom Heiligen Stuhl promulgierten Gesetze sowie die diplomatische Korrespondenz des Vatikans.

## Name
Der Ausdruck „Geheimarchiv“ als Übersetzung der bis 2019 offiziellen lateinischen Bezeichnung archivium secretum war missverständlich, denn der Terminus verweist auf das persönliche Archiv des Papstes in Abgrenzung von Archiven kirchlicher Behörden. Mit dem Motu Proprio L’esperienza storica (Die geschichtliche Erfahrung) vom 28. Oktober 2019 wurde das Vatikanische Geheimarchiv umbenannt in „Vatikanisches Apostolisches Archiv“; die umgangssprachliche Bezeichnung „Geheimarchiv“ hat sich aber darüber hinaus erhalten.

## Geschichte und Bestände

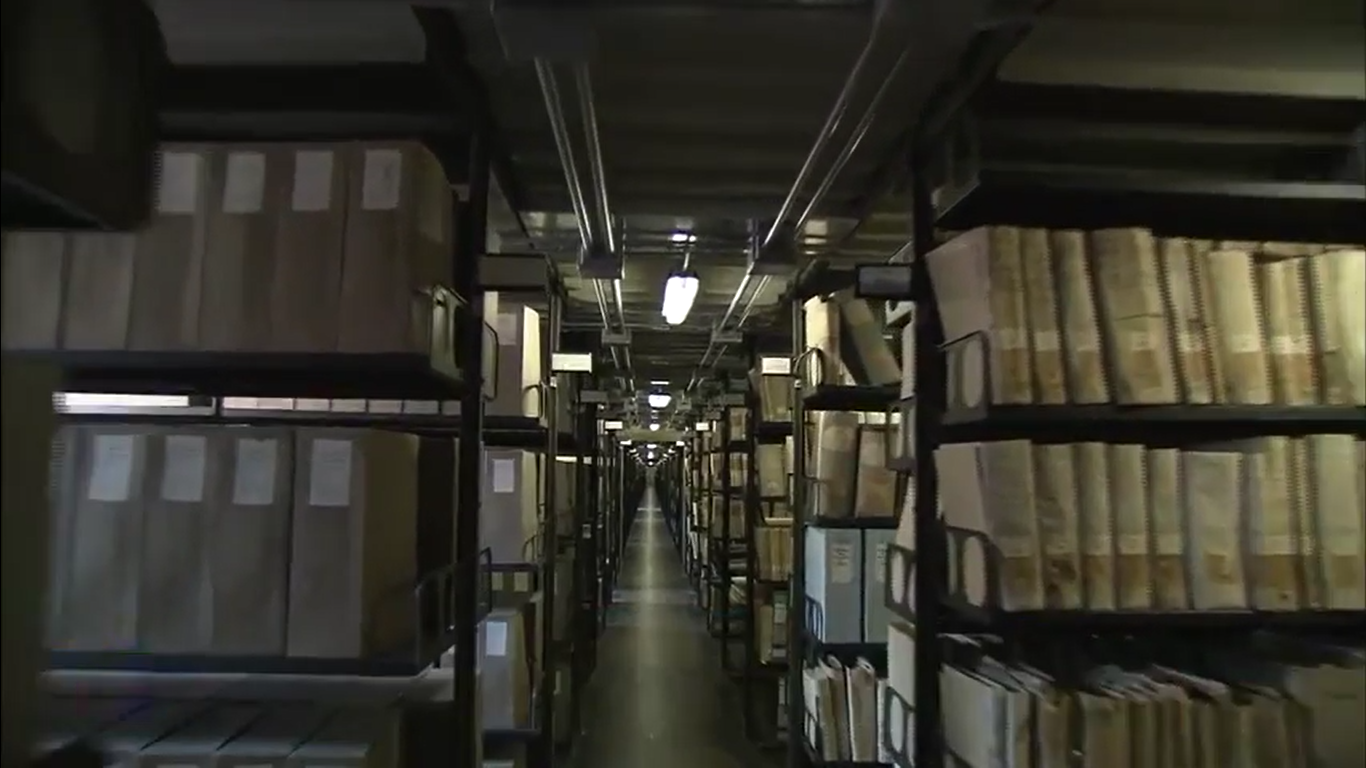
Innenansicht des Magazins

Das Archiv umfasst ca. 85 Regalkilometer Akten. Allein die (unvollständig) inventarisierten Bestände des Archivs zählen 35.000 Bände. „Schmuckstücke“ des Archivs sind etwa Briefe von Michelangelo, ein Brief Heinrichs VIII. mit der Bitte um Annullierung seiner Ehe, die Registereintragung der Bannbulle „Exsurge Domine“ gegen Martin Luther oder das Originalregister von Papst Gregor VII. mit dem „Dictatus papae“.
Die vereinzelten mittelalterlichen Nachrichten über päpstliche Archivalien lassen noch keine systematische Organisation erkennen, die von weltlichen Herrschern für die Päpste ausgestellten Urkunden wurden in Verbindung mit dem päpstlichen Schatz aufbewahrt. Diese Privilegien und andere für die Rechte und Ansprüche des Heiligen Stuhls bedeutenden Dokumente ließ Sixtus IV., der auch als Gründer der Bibliothek gelten kann, im Engelsburgarchiv zusammenfassen (Archivum Arcis, auch als Archivum vetus bezeichnet).  Zwar hatte bereits Pius IV. Pläne für ein zentrales Archiv der Kurie, aber erst zu Beginn des 17. Jahrhunderts wurde das Archiv unter Paul V. aus der Vatikanischen Bibliothek als eigene Organisationseinheit herausgelöst und mit Beständen aus dem Archiv der Apostolischen Kammer, damals das umfangreichste einer päpstlichen Behörde, und aus dem Engelsburgarchiv erweitert. Die Leitung übertrug der Papst seinem Kardinalnepoten Scipione Borghese Caffarelli, die organisatorische Arbeit erledigte Michele Lonigo. 1798 wurde das Engelsburgarchiv mit dem Vatikanischen Archiv vereinigt, nachdem es schon seit Jahrzehnten in Personalunion vom Archivpräfekten geleitet worden war.
1810 ordnete Napoleon die Überführung des Archivs nach Paris an. Im April 1814 beschloss Ludwig XVIII. die Rückgabe an den Papst. Wegen der hohen Transportkosten erließ das Staatssekretariat im Juni 1816 eine Anordnung zur Beseitigung überflüssiger Dokumente. In der Folge wurden tausende Archivalien als Altpapier verkauft oder verbrannt, darunter auch die Akten des Inquisitionsprozesses gegen Giordano Bruno. Die Römische Republik von 1849 dagegen beeinträchtigte das Archiv kaum.
Bis ins späte 19. Jahrhundert wurden die Bestände weitestgehend unter Verschluss gehalten, was wiederholt wilden Spekulationen über die dort eingelagerten Dokumente Vorschub leistete. Allerdings konnten auf Antrag schon seit Beginn des 17. Jahrhunderts Wissenschaftler aus aller Welt einzelne Archivalien einsehen.
Eine umfassende Einsicht in die Bestände des Archivs wurde als erstem dem deutschen Historiker Ludwig von Pastor gewährt. Er war für seine Geschichte der Päpste seit dem Ausgang des Mittelalters darauf angewiesen, das Vatikanische Geheimarchiv zu konsultieren. Zwar hat schon unter Pius IX. der Kardinal Jean-Baptiste Pitra einen Plan vorgelegt, das Archiv für die Wissenschaft zu öffnen, die Liberalisierung des Zugangs ist aber das Verdienst Leos XIII., der 1879 Josef Hergenröther zum Präfekten und Archivar des Apostolischen Stuhls (praeses Vaticani tabularii sive archivista apostolicae sedis) ernannte. Damit war die traditionelle Verbindung von Bibliothek und Archiv unterbrochen, erst mit Kardinal Gasquet, der 1917 zum Archivista della Santa Sede, 1919 zum Bibliotecario di Santa Romana Chiesa und 1920 nochmals zum Archivista di S.R.C. ernannt wurde, wurden diese Ämter wiedervereinigt und auch künftig beibehalten. Im Januar 1881 erfolgte die Öffnung des Archivs für die Benutzer, 1884 wurde die Benutzungsordnung (regolamento) weiter liberalisiert.  Wissenschaftlern wird heute bei Vorlage eines Empfehlungsschreibens von einer Forschungseinrichtung (z. B. Universität oder wissenschaftliches Institut) der Zugang unbürokratisch ermöglicht.
Das Archiv legt ohne Einschränkung seine Akten bis 1922, dem Ende des Pontifikats Benedikts XV., vor. Am 20. Februar 2002 gab Papst Johannes Paul II. die Dokumente des Staatssekretariats aus der Zeit von 1922 bis 1939 – allerdings nur, soweit sie das Deutsche Reich betreffen – für die Forschung frei. Auf Beschluss Papst Benedikts XVI. sind seit dem 18. September 2006 schließlich alle Dokumente des Pontifikates von Papst Pius XI. bis zu seinem Tod 1939 für Wissenschaftler einsehbar. Im März 2019 kündigte Papst Franziskus an, dass ab 2020 alle Archivalien des Pontifikats Pius XII. (1939–1958) für Wissenschaftler einsehbar gemacht werden sollen. Die Öffnung dieser Bestände erfolgte am 2. März 2020.
1968 wurde die Vatikanische Schule für Paläografie, Diplomatik und Archivkunde dem Vatikanischen Geheimarchiv eingegliedert.

## Kardinalbibliothekare
Die Kardinalbibliothekare waren seit 1609 zugleich auch Archivare  der Heiligen Römischen Kirche.
- Scipione Borghese Caffarelli (1609–1618)
- Scipione Cobelluzzi (1618–1626)
- Francesco Barberini (1626–1633)
- Antonio Barberini (1633–1646)
- Orazio Giustiniani (1646–1649)
- Luigi Capponi (1649–1659)
- Flavio Chigi (1659–1681)
- Lorenzo Brancati (1681–1693)
- Girolamo Casanate (1693–1700)
- Enrico Noris (1700–1704)
- Benedetto Pamphili (1704–1730)
- Angelo Maria Quirini OSBCas (1730–1755)
- Domenico Silvio Passionei (1755–1761)
- Alessandro Albani (1761–1779)
- Francesco Saverio Zelada (1779–1801)
- Luigi Valenti Gonzaga (1802–1808)
  - Unter der napoleonischen Herrschaft von 1809 bis 1814 oblag die Leitung einer Consulta straordinaria (Außerordentlicher Rat)
- Giulio Maria Della Somaglia (1827–1830)
- Giuseppe Andrea Albani (1830–1834)
- Luigi Lambruschini (1834–1853)
  - Während der Römischen Republik von 1849 trat ein republikanisches Komitee an die Spitze, das bis 1853 amtierte
- Angelo Mai (1853–1854)
- Antonio Tosti (1860–1866)
- Jean-Baptiste Pitra (1869–1879)
- Josef Hergenröther (1879–1890)
- Agostino Ciasca OSA (1891–1893)
- Luigi Galimberti (1894–1896)
- Francesco Segna (1896–1908)
- Francesco Salesio Della Volpe (1908–1911)
- Mariano Rampolla del Tindaro (1912–1913)
- Francesco di Paola Cassetta (1914–1917)
- Francis Aidan Gasquet OSB (1920–1929)
- Franziskus Ehrle SJ (1929–1934)
- Giovanni Mercati (1936–1957)
- Eugène Tisserant (1957–1971)
- Antonio Samorè (1974–1983)
- Alfons Maria Stickler SDB (1983–1988)
- Antonio María Javierre Ortas SDB (1988–1992)
- Luigi Poggi (1992–1998)
- Jorge María Mejía (1998–2003)
- Jean-Louis Tauran (2003–2007)
- Raffaele Farina SDB (2007–2012)
- Jean-Louis Bruguès OP (2012–2018)
- José Tolentino Calaça de Mendonça (2018–2022)
- Angelo Vincenzo Zani (2022–2025)
- Giovanni Cesare Pagazzi (seit 2025)

## Bedeutende Archivare
Die Kustoden, später die Präfekten, waren die eigentlichen Leiter des Archivs.
- Baldassare Ansidei, Kustode, seine Ernennung am 31. Januar 1612 gilt als offizieller Beginn des Vatikanischen Geheimarchivs
- Giuseppe Garampi, Präfekt (1751–1772)
- Augustin Theiner, Präfekt (1855–1870)
- Giuseppe Cardoni, Präfekt (1870–1873)
- Heinrich Denifle, Unterarchivar (1883–1905)
- Angelo Mercati, Präfekt (1925–1955)
- Martino Giusti, Präfekt (1956–1984)
- Hermann Hoberg, Vizepräfekt (1956–1980)
- Josef Metzler OMI, Präfekt (1984–1995)
- Sergio Pagano B, Präfekt (1995–2024), ab 2007 Titularbischof
- Rocco Ronzani OSA, Präfekt (seit 2024)